# Стефан Диомов
Стефан Георгиев Диомов е български композитор и музикален педагог.

## Биография
Роден е на 16 февруари 1945 г. в Бургас. Става известен като ръководител на вокалните състави „Тоника“ и „Тоника СВ“. Работи като вокален педагог и художествен ръководител към Ансамбъла на ГУСВ в София.
Занимава се с музика от 1961 г. Създава вокален квартет „Тоника“ през 1972 г. към Културния дом на транспортните работници в Бургас. Първата му песен е „Балада“ – I награда от Младежкия конкурс за забавна песен през 1974 г. Първа награда от същия конкурс печели и „Интимно“ – 1978 г., а втора – „Къде си“ – 1979 г.
През 1982 г. „Приятели“ е обявена за „Мелодия на годината“ в конкурса на Българската телевизия. Песните „Сбогуване“ и „Разказвай ми“ са отличени с първа награда на конкурса „Песни за морето, Бургас и неговите трудови хора“ през 1975 и 1979 г. От 1986 до 1991 г. е главен художествен ръководител на група „Магистрали“ към Транспортни войски.
През 1992 г. се връща в родния Бургас, където основава група „Горещ пясък“ към община Бургас. Две години по-късно успява да изглади всички противоречия и събира членовете на ръководените от него вокални групи във „Фамилия Тоника“. Новата формация има изключителен успех, а песента му „Здравей, как си приятелю“ печели годишната класация на „Музикална борса“ по Хоризонт на БНР за 1995 г. През 1996 г. възражда конкурса „Бургас и морето“ и е директор на следващите издания.
Основава група „Петте сезона“.
Сред популярните му песни са „Мария“, „Ако помниш“, „Разказвай ми“, „Дъждовно реге“, събрани в троен диск с хитовете му, издание на „Стефкос мюзик“.

## Награди
| Година | Награда     | Песен / Изпълнител                            | Фестивал                                                               | Град / Държава |
| ------ | ----------- | --------------------------------------------- | ---------------------------------------------------------------------- | -------------- |
| 2012   | I награда   | „Полунощ е ...“ (изп. ВГ Петте сезона)        | XXX Фестивал за забавна песен „Бургас и морето“                        | Бургас         |
| 2009   | III награда | „Танц с вечерния дъжд“ (изп. ВГ Петте сезона) | Фестивал за забавна песен „Бургас и морето“                            | Бургас         |
| 1979   | I награда   | „Разказвай ми“ (изп. ВГ „Тоника СВ“)          | VII Фестивал за забавна песен „Бургас, морето и неговите трудови хора“ | Бургас         |
| 1979   | I награда   | „Къде си“                                     | X „Младежки конкурс за забавна песен“                                  | София          |
| 1978   | I награда   | „Интимно“ (изп. Орлин Горанов)                | IX „Младежки конкурс за забавна песен“                                 | София          |
| 1975   | I награда   | „Сбогуване“ (изп. ВГ „Тоника“)                | III Фестивал за забавна песен „Бургас, морето и неговите трудови хора“ | Бургас         |
| 1974   | I награда   | „Балада“ (изп. ВГ „Тоника“)                   | V „Младежки конкурс за забавна песен“                                  | София          |

## Участия на фестивали и конкурси
| Година | Изпълнител  | Песен / Композитор | Фестивал                               | Град / Държава |
| ------ | ----------- | ------------------ | -------------------------------------- | -------------- |
| 1976   | ВГ „Тоника“ | „Ден след ден“     | Международен фестивал „Златният Орфей“ | Слънчев бряг   |
| 1976   | ВГ „Тоника“ | „Ладо ле“          | Международен фестивал „Златният Орфей“ | Слънчев бряг   |